# Serena Bortone
Serena Bortone (Roma, 8 de septiembre de 1970) es una periodista y presentadora de televisión italiana.

## Biografía
Bortone inició su carrera periodística en la cadena Rai en la década de 1980. Integró más adelante el equipo de trabajo de programas de televisión como Avanzi y Ultimo minuto. En 1994 inició su ciclo en el programa de defensa al ciudadano Mi manda Lubrano, que más adelante cambió su nombre a Mi manda Raitre. En la década de 2000 estuvo asociada con shows como TeleCamere, Tatami y Ágora. Desde 2020 es la presentadora de Oggi è un altro giorno, un programa de variedades donde realiza entrevistas a diversas personalidades de la vida italiana.

## Filmografía

### Como periodista
- Alla ricerca dell'arca (Rai 3, 1989)
- Avanzi (Rai 3, 1991-1993)
- Ultimo minuto (Rai 3, 1993-1997)
- Mi manda Lubrano (Rai 3, 1994-1996)
- Mi manda Raitre (Rai 3, 1996-1998, 2007-2008)
- TeleCamere (Rai 3, 1998-2006)
- Tatami (Rai 3, 2008-2010)
- Agorà (Rai 3, 2010-2020)
- Agorà Estate (Rai 3, 2013-2017)
- Dodicesimo Presidente (Rai 3, 2015)
- Tutti salvi per amore (Rai 3, 2016)
- Oggi è un altro giorno (Rai 1, dal 2020)

### Como presentadora
- TeleCamere (Rai 3, 2006)
- Agorà Estate (Rai 3, 2013-2017)
- Agorà (Rai 3, 2017-2020)
- Tutti salvi per amore (Rai 3, 2016)
- Oggi è un altro giorno (Rai 1, dal 2020)
- Festa di Natale - Una serata per Telethon (Rai 1, 2020)
- Telethon (Rai 1, 2020)
- Dantedì (Rai 1, 2021)